# Club Deportivo Corralejo (2005-2013)
No confundir con Club Deportivo Corralejo (1975-2004), club de fútbol antecesor al detallado aquí.
El Club Deportivo Corralejo es un club de fútbol, de Corralejo, en el municipio de La Oliva al norte de la isla de Fuerteventura (España). Se fundó como UD Corralejo Bakú para sustituir al antiguo Club Deportivo Corralejo, que había desaparecido un año antes tras fusionarse con el CD Fuerteventura y crear la Unión Deportiva Fuerteventura. Llegó a jugar 4 temporadas en Tercera División. El CD Corralejo renunció a su equipo Sénior en la temporada 2012-2013, debido a la falta de fondos. El equipo Sénior volvió a formarse en la Temporada 2019-20 para jugar en Primera Regional.
Actualmente continua compitiendo en la Primera Regional.

## Historia
En el año 2004 se crea la Unión Deportiva Corralejo Bakú, que asciende categorías poco a poco, en la temporada 2008-09 queda campeón de Insular Preferente de Gran Canaria y asciende a Tercera División y cambia el nombre por la denominación de Club Deportivo Corralejo. En esta campaña de "regresó" a la Tercera División el Club Deportivo Corralejo queda campeón del grupo canario, pero es eliminado en los play off de ascenso por la Samboia catalana, en un partido polémico en el que el conjunto del noreste de España marcó un gol en un descuento largo para lo sucedido en el terreno de juego. Al finalizar la campaña 2012-13 las deudas y la crisis le hace plantearse la retirada del fútbol nacional. Desde entonces el club siguió compitiendo en Fútbol Base. En verano de 2019 se anuncia el regreso a la competición del equipo Sénior de cara a la temporada 2019-20 para jugar en Primera Regional.

## Estadio
El club juega y entrena en el Estadio Vicente Carreño que cuenta con una capacidad de 2000 espectadores.

## Escudo
En el escudo se puede ver una vista del islote de Lobos desde las dunas de Corralejo, con un balón de fútbol en la arena amarilla de las dunas y un velero en el mar. En la parte superior hay una corona con siete puntas.

## Temporadas
| Temporada                      | División                       | Posición                       |
| Unión Deportiva Corralejo Bakú | Unión Deportiva Corralejo Bakú | Unión Deportiva Corralejo Bakú |
| ------------------------------ | ------------------------------ | ------------------------------ |
| 2004-05                        | 1.ª Regional                   | 14.º                           |
| 2005-06                        | 1.ª Regional                   | 7.º                            |
| 2006-07                        | 1.ª Regional                   | 1º                             |
| 2007-08                        | 1.ª Regional                   | 2.º                            |
| Club Deportivo Corralejo Bakú  |                                |                                |
| 2008-09                        | Preferente                     | 1º                             |
| Club Deportivo Corralejo       |                                |                                |
| 2009-10                        | 3ªDivisión                     | 1º                             |
| 2010-11                        | 3ªDivisión                     | 7.º                            |
| 2011-12                        | 3ªDivisión                     | 9.º                            |
| 2012-13                        | 3ªDivisión                     | 8.º                            |
| 2013-17                        | -                              |                                |
| 2017-18                        | 1.ª Regional                   | 11.º                           |
| 2018-19                        | -                              |                                |
| 2019-20                        | 1.ª Regional                   | 3.º                            |
| 2020-21                        | 1.ª Regional                   | 1º                             |
| 2021-22                        | 1.ª Regional                   | 2.º                            |

### Resumen
- Temporadas en 3.ª: 4
- Temporadas en Preferente: 1
- Temporadas en 1.ª Regional: 8

## Palmarés
- 2 veces campeón de 1.º Regional (2006-07 y 2020-21).
- 2 veces subcampeón de 1° Regional (2007-08 y 2021-22).
- 1 vez campeón de Preferente (2008-09).
- 1 vez campeón de 3.ª División (2009-10).